# Дрожжина, Елена Георгиевна
Елена Георгиевна Дрожжина (урождённая Резвова, род. 29 января 1965, Потсдам, ГДР) — советская и российская спортсменка (спортивная акробатика, спортивная гимнастика), тренер (прыжки в воду). Заслуженный мастер спорта СССР (спортивная акробатика), Заслуженный тренер России.

## Биография
Родилась в 1965 году в Потсдаме. Отец работал учителем в школе, мать была гимнасткой. Вскоре после её рождения семья переехала в Воронеж. Занималась акробатикой и спортивной гимнастикой. Чемпионка Европы и мира по спортивной акробатике (1989—1991 гг.), победительница Кубка мира по спортивной акробатике и Кубка Европы. Была удостоена почётного звания «Заслуженный мастер спорта СССР» по спортивной акробатике.
В 1991 году окончила Воронежский государственный институт физической культуры. После окончания выступлений перешла на тренерскую работу. Работает вместе с мужем тренером в СДЮШОР по прыжкам в воду им. Д. Саутина в Воронеже.
В 2007 году за свои успехи в подготовке выдающихся спортсменов была удостоена звания «Заслуженный тренер России». Среди воспитанников Дрожжиной — серебряный призёр Олимпийских игр и Чемпионата Европы Наталья Гончарова и Мастер спорта России международного класса Диана Чаплиева.

### Семья
Мать — Евдокия Даниловна Резвова, гимнастка, член сборной РСФСР. Супруг — Николай Васильевич Дрожжин, прыгун в воду, Заслуженный мастер спорта СССР, Заслуженный тренер России, работает тренером совместно со своей женой.